# 石巻小野田町
石巻小野田町（いしまきおのだちょう）は、愛知県豊橋市の地名。

## 地理
豊橋市北東部に位置する。東は石巻平野町、西は賀茂町・豊川市、南は石巻本町、北は石巻西川町に接する。

### 字一覧
- 岡太場（おかたば）[WEB 5]
- 沖（おき）[WEB 5]
- 上鳥見塚（かみとりみづか）[WEB 5]
- 唐立（からたち）[WEB 5]
- 北長尾（きたながお）[WEB 5]
- 北山（きたやま）[WEB 5]
- 鯉沢（こいざわ）[WEB 5]
- 越田（こしだ）[WEB 5]
- 小深田（こふかだ）[WEB 5]
- 笹原（ささはら）[WEB 5]
- 下切田（しもきりた）[WEB 5]
- 下鳥見塚（しもとりみづか）[WEB 5]
- 滝沢（たきざわ）[WEB 5]
- 月谷（つきや）[WEB 5]
- 寺西（てらにし）[WEB 5]
- 天王平（てんのうびら）[WEB 5]
- 出口（でぐち）[WEB 5]
- 中切田（なかきりた）[WEB 5]
- 中之入（なかのいり）[WEB 5]
- 長尾（ながお）[WEB 5]
- 縄手添（なわてぞえ）[WEB 5]
- 引越（ひっこし）[WEB 5]
- 宮下（みやした）[WEB 5]
- 向山（むかいやま）[WEB 5]
- 薮田（やぶた）[WEB 5]

### 学区
- 公立高等学校 - 三河学区
- 公立中学校 - 豊橋市立石巻中学校[WEB 6]
- 公立小学校 - 豊橋市立西郷小学校[WEB 6]

## 歴史

### 人口の変遷
国勢調査による人口および世帯数の推移。
| 1995年（平成7年）  | 71世帯 340人 |  |
| 2000年（平成12年） | 75世帯 320人 |  |
| 2005年（平成17年） | 73世帯 275人 |  |
| 2010年（平成22年） | 73世帯 268人 |  |
| 2015年（平成27年） | 75世帯 253人 |  |

### 沿革
- 1878年（明治11年） - 八名郡入文村と成沢村の合併により、同郡小野田村が成立[1]。
- 1889年（明治22年） - 西郷村大字小野田となる[1]。
- 1906年（明治39年） - 石巻村大字小野田となる[1]。
- 1955年（昭和30年） - 豊橋市石巻小野田町となる[1]。

## 交通
- 愛知県道石巻平野豊川線[2]
- 愛知県道豊橋新城鳳来線[2]

## 施設
- 臨済宗妙心寺派保寿寺[2]
- 素戔嗚神社[2]
- 臨済宗妙心寺派受洞寺[2]

### WEB
1. ↑  “愛知県豊橋市の町丁・字一覧”.   人口統計ラボ. 2023年4月13日閲覧。
2. ↑  総務省統計局 (2017年1月27日). “平成27年国勢調査の調査結果(e-Stat) - 男女別人口及び世帯数 －町丁・字等” (CSV). 2021年7月21日閲覧。
3. ↑  “愛知県豊橋市の郵便番号一覧”.   日本郵便. 2023年4月13日閲覧。
4. ↑  “市外局番の一覧” (PDF).   総務省 (2022年3月1日). 2022年3月22日閲覧。
5. 1 2 3 4 5 6 7 8 9 10 11 12 13 14 15 16 17 18 19 20 21 22 23 24 25  “愛知県豊橋市 住所一覧から地図を検索”.   ONE COMPATH. 2023年8月17日閲覧。
6. 1 2  豊橋市教育委員会学校教育課学事グループ (2021年3月1日). “豊橋市小・中学校通学区域早見表” (PDF).   豊橋市. 2024年11月15日閲覧。
7. ↑  総務省統計局 (2014年3月28日). “平成7年国勢調査の調査結果(e-Stat) - 男女別人口及び世帯数 －町丁・字等” (CSV). 2021年7月20日閲覧。
8. ↑  総務省統計局 (2014年5月30日). “平成12年国勢調査の調査結果(e-Stat) - 男女別人口及び世帯数 －町丁・字等” (CSV). 2021年7月20日閲覧。
9. ↑  総務省統計局 (2014年6月27日). “平成17年国勢調査の調査結果(e-Stat) - 男女別人口及び世帯数 －町丁・字等” (CSV). 2021年7月21日閲覧。
10. ↑  総務省統計局 (2012年1月20日). “平成22年国勢調査の調査結果(e-Stat) - 男女別人口及び世帯数 －町丁・字等” (CSV). 2021年7月21日閲覧。
11. ↑  総務省統計局 (2017年1月27日). “平成27年国勢調査の調査結果(e-Stat) - 男女別人口及び世帯数 －町丁・字等” (CSV). 2021年7月21日閲覧。

### 書籍
1. 1 2 3 4 5  「角川日本地名大辞典」編纂委員会 1989, p. 338.
2. 1 2 3 4 5 6 7  「角川日本地名大辞典」編纂委員会 1989, p. 1782.